# سفر (فیلم ۱۹۶۷)
سفر (انگلیسی: The Trip) فیلمی به کارگردانی راجر کورمن و نویسندگی جک نیکلسون با بازی پیتر فوندا و دنیس هاپر می‌باشد که در سال ۱۹۶۷ منتشر شد.